# Década de 510
Séculos: (Século V - Século VI - Século VII)
Décadas: 460 470 480 490 500 - 510 - 520 530 540 550 560
Anos: 510 - 511 - 512 - 513 - 514 - 515 - 516 - 517 - 518 - 519